# Drago Gervais
Drago Gervais (Opatija, 18. travnja 1904. – Sežana, 1. srpnja 1957.), bio je hrvatski književnik i pjesnik.

## Život
Drago Gervais rođen je u Opatiji 1904. godine. Rodna kuća u Opatiji mu je nosila adresu: Abbazia 227, a u matičnoj knjizi rođenih upisan je pod imenom Carolus Iulius Oscar Gervais. Srednje škole polazio je u Opatiji i na Sušaku, dok je Sveučilište (Pravni fakultet) završio u Zagrebu.
Kao 14-godišnjak morao je zbog fašističke okupacije Opatije napustiti rodni kraj. Gimnaziju je završio na Sušaku, pravo je studirao u Ljubljani i Zagrebu. Za vrijeme svog prvoga zaposlenja u Crikvenici družio se s Vladimirom Nazorom, koji je u to vrijeme također živio u Crikvenici kao upravitelj Đačkoga doma.
Boravio je i radio u Bakru te služio kao odvjetnički pripravnik u Bjelovaru i Beogradu. Službovao je u Crikvenici 1928. – 1929., potom u Bakru 1929. – 1931., a nakon toga u Bjelovaru 1931. – 1940. Godine 1940. otišao je u Beograd iz Zagreba. U Beogradu radio je u Uredu za kontrolu cena. U Drugom svjetskom ratu, za vrijeme NDH kratko je 1941. godine, do 5. lipnja, živio u Zagrebu. Zbog straha je prešao u Beograd, gdje je sreo druge poznate Hrvate Istrane i Primorce kao što su Ivan Matetić Ronjgov, Mate Balota (Mijo Mirković) i David Kabalin. Djelovao je u ediciji Oko Trsta. Neko je vrijeme radio u Tanjugu, zatim u Ministarstvu vanjskih poslova u Beogradu. Kuriozitet je što su mu pjesme na čakavskom narječju objavili u izdanjima Između dva rata - novija hrvatska lirika iz 1942. godine (ur. Vinko Nikolić), Hrvatska majka u pjesmi iz 1941. godine, te Četrdeset dvojica iz 1942. godine (ur. Ljubo Wiesner) dok je bio u emigraciji, iako nije za to znao. Odmah i poslije rata vratio se u svoju oslobođenu domovinu, kako bi bio pri ruci narodnim vlastima oko sređivanja prilika u Istri, iz koje je za vrijeme krute fašističke vladavine morao emigrirati kao brojni istarski Hrvati. Nakon oslobođenja se opet vratio u Rijeku, gdje je pokrenuo hrvatski tisak. Preuzeo je funkciju direktora drame Hrvatskog narodnog kazališta »Ivan Zajc«, kojemu nešto kasnije dolazi na čelo kao intendant, te ostaje na tom položaju sve do svoje nenadane i tragične smrti, 1. srpnja 1957. godine, u Sežani. Pokopan je u Opatiji 3. srpnja 1957. godine.

## Književno stvaralaštvo
Pisao je pripovijesti, feljtone i komedije (Reakcionari, Brod je otplovio, Radi se o stanu, Karolina riječka), ali je u književnost ušao prije svega kao čakavski pjesnik. Već prvom zbirkom Čakavski stihovi (1929.) postigao je velik uspjeh i postao ne samo pjesnik svoga zavičaja nego i jedan od hrvatskih najboljih dijalektalnih pjesnika. Još 1929. godine izdaje u Crikvenici svoje Čakavske stihove, koje mu kasnije u različitim izdanjima izlaze ponovno više puta (1935. i 1940., 1949., 1951., 1955., 1964. i 1987. godine); zbirka iz 1964. godine najpotpunija je. Godine 1951. »Zora« mu je izdala i zbirku Istarski kanat. U njegovu čast u organizaciji Grada Rijeke i Gradske knjižnice Rijeka svake dvije godine dodjeljuje se najboljem romanu na čakavskom narječju hrvatskog jezika književna nagrada Drago Gervais.

## Djela
- Čakavski stihovi (1929.)
- Istarski kanat (1951.)

### Pjesme
Nepotpun popis:
- Moja zemja (Pod Učkun)
- Sunce
- Nonići stari
- Tri nonice
- Trešete
- Briškule
- Pipa
- Boći
- Na kafe
- Tri kraji
- Barufa
- Barke faren
- Kmeti
- Stari zakon
- Bog domovina
- ‘’Moja Zemja”
- Na ribah

### Komedije
- Radi se o stanu (1951.)
- Karolina Riječka (1952.)
- Duhi (komedija u tri čina) (1953.)
- Reakcionari
- Brod je otplovio
- Čudo od djevice Ivane
- Palmin List
- Ujak iz Amerike

### Filmografija
- Barba Žvane (scenarij, 1949.)

## Vanjske poveznice
- [neaktivna poveznica]
- Rondo Histriae ženski zbor iz Pule izvodi uglazbljene stihove Pod Učkun kućice bele (video)
- Gervais, Drago, hbl.lzmk.hr